# Osservatorio Einstein
L'osservatorio Einstein (HEAO-2) è stato il primo telescopio montato su di un satellite per immagini a raggi X. Il telescopio fu denominato Einstein in onore al grande fisico Albert Einstein a seguito del raggiungimento con successo dell'orbita

## Storia
Lanciato il 13 novembre 1978, era un satellite dedicato all'osservazione di oggetti a raggi X, montando il primo telescopio dedicato. Esso rimase operativo per due anni circa, raccogliendo un'enorme mole di dati e scoperte sulle sorgenti X, come le pulsar e i quasar. Il 25 marzo 1982 è rientrato nell'atmosfera terrestre disintegrandosi.

## Strumentazione
- HRI, or High Resolution Imaging camera, 0.15-3 keV
- IPC, or Imaging Proportional Counter, 0.4 to 4 keV
- SSS, or Solid State Spectrometer, 0.5 to 4.5 keV
- FPCS, or Bragg Focal Plane Crystal Spectrometer
- MPC, Monitor Proportional Counter, 1-20 keV
- BBFS, Broad Band Filter Spectrometer
- OGS, Objective grating spectrometer